# Imamura Toshiya
Pour les articles homonymes, voir Imamura.
Imamura Toshiya (今村俊也), né le 29 mars 1966 à Nara, est un joueur de go professionnel au Japon.

## Biographie
Imamura est l'un des meilleurs joueurs de la Kansai Ki-in. Il est devenu pro en 1980, et a atteint le rang de 9e dan en 1990.

## Titres
| Titre                          | Années                 |
| ------------------------------ | ---------------------- |
| Shinjin-O                      | 1984                   |
| Championnat de la Kansai Ki-in | 1994, 1998, 2000, 2002 |
| Shin-Ei                        | 1984                   |
| Total                          | 6                      |